# Pico de Santa Ana I
Pico de Santa Ana I está enclavado en el Macizo Central de los Picos de Europa o macizo de los Urrieles, en la divisoria entre Asturias y Cantabria. Es una de las dos cimas que, separadas por el collado de Santa Ana, constituyen los Picos de Santa Ana. La otra es el Pico de Santa Ana II. La primera ascensión conocida fue realizada por Paul Labrouche el 29 de julio de 1892.